# دیپلم
دیپلم (به انگلیسی: diploma) مدرکی است که توسط یک مؤسسه آموزشی (مانند مدرسه/کالج یا دانشگاه) اعطا می‌شود و گواهی می‌دهد که گیرنده با تکمیل دوره‌های تحصیلی خود، فارغ‌التحصیل شده است.  از لحاظ تاریخی، به منشور یا سند رسمی دیپلماسی نیز گفته می‌شده است. 

## کاربرد

### در ایران
دوره تحصیل تا اخذ مدرک دیپلم در ایران ۱۲ سال است. در سال‌های ۱۳۷۱ تا ۱۳۹۱، دوره اخذ دیپلم در ایران یازده ساله شد و یک سال برای دانش‌آموزانی که تمایل به ادامه تحصیل داشتند، به عنوان دوره پیش‌دانشگاهی در نظر گرفته شد ولی در سال ۱۳۹۱ با ایجاد نظام جدید آموزشی (۳-۳-۶) و در پی آن (۳-۳-۳-۳) دوباره مدت زمان دریافت این دوره ۱۲ ساله شد.